# Sophia van Griekenland

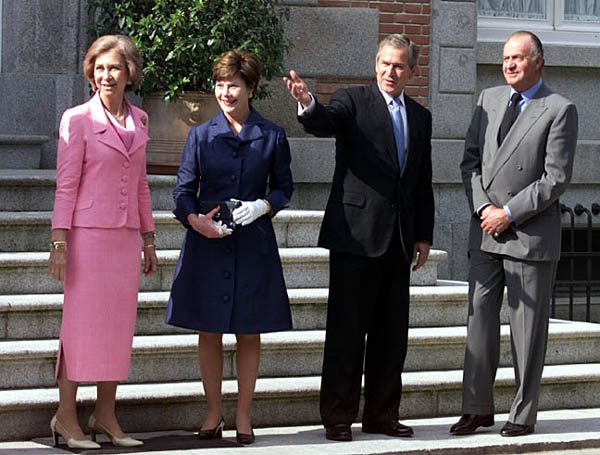
Koning Juan Carlos I en koningin Sophia met president George W. Bush en Laura Bush op 12 juni 2001 in Madrid

Sophia van Griekenland en Denemarken (geboren als Sophía Margaríta Viktoría Frederíki; Spaans: Sofía de Grecia y Dinamarca; Grieks: Βασίλισσα Σοφία της Ισπανίας) (Athene, 2 november 1938) is de vrouw van Juan Carlos I van Spanje. Ze werd geboren als prinses van Denemarken en Griekenland en kreeg de titel koningin van Spanje, nadat haar echtgenoot Juan Carlos I in 1975 tot koning werd verheven.

## Afstamming en familie
Prinses Sophia van Denemarken en Griekenland werd geboren in Athene op 2 november 1938 als het oudste kind van Paul I van Griekenland, koning der Hellenen, en Friederike von Hannover, prinses van Hannover. Sophie is een lid van het Huis Sleeswijk-Holstein-Sonderburg-Glücksburg. Haar broer is Constantijn II van Griekenland, die in 1973 werd afgezet als koning der Hellenen. Haar zuster is prinses Irene van Griekenland.
Haar beide grootmoeders zijn Pruisische prinsessen, waardoor zowel de Duitse keizer Wilhelm II als diens vader keizer Frederik van Pruisen haar overgrootvaders zijn. Haar overgrootmoeder is Duits keizerin en koningin van Pruisen Victoria van Saksen-Coburg en Gotha, de oudste dochter van de Britse koningin Victoria.

## Jeugd
Gedurende de Tweede Wereldoorlog werd de Griekse koninklijke familie verbannen en verbleef Sophia een periode in Egypte. Haar basisonderwijs volgde ze aan de El Nasr Girl's College in Alexandrië. Later zou de familie tijdelijk in Zuid-Afrika verblijven. Sophia en haar ouders keerden terug naar Griekenland in 1946. Ze volgde een opleiding aan de prestigieuze Schloss Salem kostschool in Duitsland. Vervolgens studeerde Sophia muziek, archeologie en kinderverzorging in Athene. Sophia studeerde ook aan de Fitzwilliam College, Cambridge, een onderdeel van de Universiteit van Cambridge. Ze vertegenwoordigde Griekenland, samen met haar broer Constantijn, als een reservelid van het zeilteam bij de Olympische Zomerspelen van 1960 in Rome.

## Kroonprinses
Prinses Sophia ontmoette de Spaanse prins Juan Carlos van Bourbon, tijdens een familale cruise bij de Griekse eilanden in 1954. De twee ontmoetten elkaar opnieuw bij het huwelijk van Edward Windsor in juni 1961. Sophia en Juan Carlos trouwden op 14 mei 1962 in Athene. 
Het huwelijk werd voltrokken volgens de oecumenische ritus in de rooms-katholieke Kathedraal van Sint-Dionysius de Areopagiet, haar jurk werd ontworpen door Jean Dessès. Sophia verkoos als bruidsmeisjes prinses Pilar van Bourbon, prinses Anne Marie, prinses Irene van Oranje-Nassau, prinses Alexandra van Kent, prinses Benedikte van Denemarken, prinses Anne van Orléans en prinses Eugénie van Griekenland.
Sophia bekeerde zich van de Griekse Orthodoxe Kerk tot het katholicisme, waarmee ze afstand deed van haar rechten op de Griekse troon. Tegelijkertijd werd haar naam Sophia veranderd in een Spaanse variant, Sofía.
Kroonprins Juan Carlos en prinses Sophia kregen samen drie kinderen, in Spanje geboren:
- Infante Elena (20 december 1963), gehuwd met en gescheiden van Jaime de Marichalar y Saenz de Tejada (twee kinderen),
- Infante Cristina (13 juni 1965), gehuwd maar in scheiding[1] met Spaans handbalinternational Iñaki Urdangarin Liebaert (vier kinderen),
- Felipe, prins van Asturië , koning van Spanje, (30 januari 1968), gehuwd met Letizia Ortiz Rocasolano (twee dochters).

## Koningin van Spanje
Juan Carlos legde de constitutionele eed af als koning van Spanje na de dood van dictator Francisco Franco in 1975, waarmee zij koningin van Spanje werd. Tijdens de regeerperiode van haar echtgenoot legde ze zich toe op verschillende maatschappelijke thema's.

## Kwartierstaat (voorouders)
| George I van Griekenland (1845-1913) | George I van Griekenland (1845-1913) | George I van Griekenland (1845-1913) | George I van Griekenland (1845-1913) | George I van Griekenland (1845-1913)      | George I van Griekenland (1845-1913)      | Olga Konstantinovna van Rusland (1851-1926) | Olga Konstantinovna van Rusland (1851-1926) | Olga Konstantinovna van Rusland (1851-1926) | Olga Konstantinovna van Rusland (1851-1926) | Olga Konstantinovna van Rusland (1851-1926) | Olga Konstantinovna van Rusland (1851-1926) |                                    |                                    | Frederik III van Pruisen (1831-1888)                     | Frederik III van Pruisen (1831-1888)                     | Frederik III van Pruisen (1831-1888)                     | Frederik III van Pruisen (1831-1888)                     | Frederik III van Pruisen (1831-1888)                     | Frederik III van Pruisen (1831-1888)                     | Victoria van Saksen-Coburg en Gotha (1840-1901) | Victoria van Saksen-Coburg en Gotha (1840-1901) | Victoria van Saksen-Coburg en Gotha (1840-1901) | Victoria van Saksen-Coburg en Gotha (1840-1901) | Victoria van Saksen-Coburg en Gotha (1840-1901) | Victoria van Saksen-Coburg en Gotha (1840-1901) |                                            |                                            | Ernst August van Hannover (1845-1923)      | Ernst August van Hannover (1845-1923)      | Ernst August van Hannover (1845-1923) | Ernst August van Hannover (1845-1923) | Ernst August van Hannover (1845-1923)  | Ernst August van Hannover (1845-1923)  | Thyra van Denemarken (1853-1933)       | Thyra van Denemarken (1853-1933)       | Thyra van Denemarken (1853-1933)       | Thyra van Denemarken (1853-1933)       | Thyra van Denemarken (1853-1933)    | Thyra van Denemarken (1853-1933)    |                                     |                                     | Wilhelm II van Duitsland (1859-1941) | Wilhelm II van Duitsland (1859-1941) | Wilhelm II van Duitsland (1859-1941)    | Wilhelm II van Duitsland (1859-1941)    | Wilhelm II van Duitsland (1859-1941)    | Wilhelm II van Duitsland (1859-1941)    | Augusta Victoria van Sleeswijk-Holstein-Sonderburg-Augustenburg (1858-1921) | Augusta Victoria van Sleeswijk-Holstein-Sonderburg-Augustenburg (1858-1921) | Augusta Victoria van Sleeswijk-Holstein-Sonderburg-Augustenburg (1858-1921) | Augusta Victoria van Sleeswijk-Holstein-Sonderburg-Augustenburg (1858-1921) | Augusta Victoria van Sleeswijk-Holstein-Sonderburg-Augustenburg (1858-1921) | Augusta Victoria van Sleeswijk-Holstein-Sonderburg-Augustenburg (1858-1921) |  |  |  |  |  |  |  |  |  |  |  |  |  |  |  |  |  |  |  |  |  |  |  |  |  |  |  |  |  |  |  |  |  |  |  |  |  |  |  |  |  |  |  |  |  |  |  |  |
| George I van Griekenland (1845-1913) | George I van Griekenland (1845-1913) | George I van Griekenland (1845-1913) | George I van Griekenland (1845-1913) | George I van Griekenland (1845-1913)      | George I van Griekenland (1845-1913)      | Olga Konstantinovna van Rusland (1851-1926) | Olga Konstantinovna van Rusland (1851-1926) | Olga Konstantinovna van Rusland (1851-1926) | Olga Konstantinovna van Rusland (1851-1926) | Olga Konstantinovna van Rusland (1851-1926) | Olga Konstantinovna van Rusland (1851-1926) |                                    |                                    | Frederik III van Pruisen (1831-1888)                     | Frederik III van Pruisen (1831-1888)                     | Frederik III van Pruisen (1831-1888)                     | Frederik III van Pruisen (1831-1888)                     | Frederik III van Pruisen (1831-1888)                     | Frederik III van Pruisen (1831-1888)                     | Victoria van Saksen-Coburg en Gotha (1840-1901) | Victoria van Saksen-Coburg en Gotha (1840-1901) | Victoria van Saksen-Coburg en Gotha (1840-1901) | Victoria van Saksen-Coburg en Gotha (1840-1901) | Victoria van Saksen-Coburg en Gotha (1840-1901) | Victoria van Saksen-Coburg en Gotha (1840-1901) |                                            |                                            | Ernst August van Hannover (1845-1923)      | Ernst August van Hannover (1845-1923)      | Ernst August van Hannover (1845-1923) | Ernst August van Hannover (1845-1923) | Ernst August van Hannover (1845-1923)  | Ernst August van Hannover (1845-1923)  | Thyra van Denemarken (1853-1933)       | Thyra van Denemarken (1853-1933)       | Thyra van Denemarken (1853-1933)       | Thyra van Denemarken (1853-1933)       | Thyra van Denemarken (1853-1933)    | Thyra van Denemarken (1853-1933)    |                                     |                                     | Wilhelm II van Duitsland (1859-1941) | Wilhelm II van Duitsland (1859-1941) | Wilhelm II van Duitsland (1859-1941)    | Wilhelm II van Duitsland (1859-1941)    | Wilhelm II van Duitsland (1859-1941)    | Wilhelm II van Duitsland (1859-1941)    | Augusta Victoria van Sleeswijk-Holstein-Sonderburg-Augustenburg (1858-1921) | Augusta Victoria van Sleeswijk-Holstein-Sonderburg-Augustenburg (1858-1921) | Augusta Victoria van Sleeswijk-Holstein-Sonderburg-Augustenburg (1858-1921) | Augusta Victoria van Sleeswijk-Holstein-Sonderburg-Augustenburg (1858-1921) | Augusta Victoria van Sleeswijk-Holstein-Sonderburg-Augustenburg (1858-1921) | Augusta Victoria van Sleeswijk-Holstein-Sonderburg-Augustenburg (1858-1921) |  |  |  |  |  |  |  |  |  |  |  |  |  |  |  |  |  |  |  |  |  |  |  |  |  |  |  |  |  |  |  |  |  |  |  |  |  |  |  |  |  |  |  |  |  |  |  |  |
|                                      |                                      |                                      |                                      |                                           |                                           |                                             |                                             |                                             |                                             |                                             |                                             |                                    |                                    |                                                          |                                                          |                                                          |                                                          |                                                          |                                                          |                                                 |                                                 |                                                 |                                                 |                                                 |                                                 |                                            |                                            |                                            |                                            |                                       |                                       |                                        |                                        |                                        |                                        |                                        |                                        |                                     |                                     |                                     |                                     |                                      |                                      |                                         |                                         |                                         |                                         |                                                                             |                                                                             |                                                                             |                                                                             |                                                                             |                                                                             |  |  |  |  |  |  |  |  |  |  |  |  |  |  |  |  |  |  |  |  |  |  |  |  |  |  |  |  |  |  |  |  |  |  |  |  |  |  |  |  |  |  |  |  |  |  |  |  |
|                                      |                                      |                                      |                                      | Constantijn I van Griekenland (1868-1923) | Constantijn I van Griekenland (1868-1923) | Constantijn I van Griekenland (1868-1923)   | Constantijn I van Griekenland (1868-1923)   | Constantijn I van Griekenland (1868-1923)   | Constantijn I van Griekenland (1868-1923)   |                                             |                                             |                                    |                                    |                                                          |                                                          | Sophie van Pruisen (1870-1932)                           | Sophie van Pruisen (1870-1932)                           | Sophie van Pruisen (1870-1932)                           | Sophie van Pruisen (1870-1932)                           | Sophie van Pruisen (1870-1932)                  | Sophie van Pruisen (1870-1932)                  |                                                 |                                                 |                                                 |                                                 |                                            |                                            |                                            |                                            |                                       |                                       | Ernst August van Brunswijk (1887-1953) | Ernst August van Brunswijk (1887-1953) | Ernst August van Brunswijk (1887-1953) | Ernst August van Brunswijk (1887-1953) | Ernst August van Brunswijk (1887-1953) | Ernst August van Brunswijk (1887-1953) |                                     |                                     |                                     |                                     |                                      |                                      | Victoria Louise van Pruisen (1892-1980) | Victoria Louise van Pruisen (1892-1980) | Victoria Louise van Pruisen (1892-1980) | Victoria Louise van Pruisen (1892-1980) | Victoria Louise van Pruisen (1892-1980)                                     | Victoria Louise van Pruisen (1892-1980)                                     |                                                                             |                                                                             |                                                                             |                                                                             |  |  |  |  |  |  |  |  |  |  |  |  |  |  |  |  |  |  |  |  |  |  |  |  |  |  |  |  |  |  |  |  |  |  |  |  |  |  |  |  |  |  |  |  |  |  |  |  |
|                                      |                                      |                                      |                                      | Constantijn I van Griekenland (1868-1923) | Constantijn I van Griekenland (1868-1923) | Constantijn I van Griekenland (1868-1923)   | Constantijn I van Griekenland (1868-1923)   | Constantijn I van Griekenland (1868-1923)   | Constantijn I van Griekenland (1868-1923)   |                                             |                                             |                                    |                                    |                                                          |                                                          | Sophie van Pruisen (1870-1932)                           | Sophie van Pruisen (1870-1932)                           | Sophie van Pruisen (1870-1932)                           | Sophie van Pruisen (1870-1932)                           | Sophie van Pruisen (1870-1932)                  | Sophie van Pruisen (1870-1932)                  |                                                 |                                                 |                                                 |                                                 |                                            |                                            |                                            |                                            |                                       |                                       | Ernst August van Brunswijk (1887-1953) | Ernst August van Brunswijk (1887-1953) | Ernst August van Brunswijk (1887-1953) | Ernst August van Brunswijk (1887-1953) | Ernst August van Brunswijk (1887-1953) | Ernst August van Brunswijk (1887-1953) |                                     |                                     |                                     |                                     |                                      |                                      | Victoria Louise van Pruisen (1892-1980) | Victoria Louise van Pruisen (1892-1980) | Victoria Louise van Pruisen (1892-1980) | Victoria Louise van Pruisen (1892-1980) | Victoria Louise van Pruisen (1892-1980)                                     | Victoria Louise van Pruisen (1892-1980)                                     |                                                                             |                                                                             |                                                                             |                                                                             |  |  |  |  |  |  |  |  |  |  |  |  |  |  |  |  |  |  |  |  |  |  |  |  |  |  |  |  |  |  |  |  |  |  |  |  |  |  |  |  |  |  |  |  |  |  |  |  |
|                                      |                                      |                                      |                                      |                                           |                                           |                                             |                                             |                                             |                                             | Paul I van Griekenland (1901-1964)          | Paul I van Griekenland (1901-1964)          | Paul I van Griekenland (1901-1964) | Paul I van Griekenland (1901-1964) | Paul I van Griekenland (1901-1964)                       | Paul I van Griekenland (1901-1964)                       |                                                          |                                                          |                                                          |                                                          |                                                 |                                                 |                                                 |                                                 |                                                 |                                                 |                                            |                                            |                                            |                                            |                                       |                                       |                                        |                                        |                                        |                                        |                                        |                                        | Friederike von Hannover (1917-1981) | Friederike von Hannover (1917-1981) | Friederike von Hannover (1917-1981) | Friederike von Hannover (1917-1981) | Friederike von Hannover (1917-1981)  | Friederike von Hannover (1917-1981)  |                                         |                                         |                                         |                                         |                                                                             |                                                                             |                                                                             |                                                                             |                                                                             |                                                                             |  |  |  |  |  |  |  |  |  |  |  |  |  |  |  |  |  |  |  |  |  |  |  |  |  |  |  |  |  |  |  |  |  |  |  |  |  |  |  |  |  |  |  |  |  |  |  |  |
|                                      |                                      |                                      |                                      |                                           |                                           |                                             |                                             |                                             |                                             | Paul I van Griekenland (1901-1964)          | Paul I van Griekenland (1901-1964)          | Paul I van Griekenland (1901-1964) | Paul I van Griekenland (1901-1964) | Paul I van Griekenland (1901-1964)                       | Paul I van Griekenland (1901-1964)                       |                                                          |                                                          |                                                          |                                                          |                                                 |                                                 |                                                 |                                                 |                                                 |                                                 |                                            |                                            |                                            |                                            |                                       |                                       |                                        |                                        |                                        |                                        |                                        |                                        | Friederike von Hannover (1917-1981) | Friederike von Hannover (1917-1981) | Friederike von Hannover (1917-1981) | Friederike von Hannover (1917-1981) | Friederike von Hannover (1917-1981)  | Friederike von Hannover (1917-1981)  |                                         |                                         |                                         |                                         |                                                                             |                                                                             |                                                                             |                                                                             |                                                                             |                                                                             |  |  |  |  |  |  |  |  |  |  |  |  |  |  |  |  |  |  |  |  |  |  |  |  |  |  |  |  |  |  |  |  |  |  |  |  |  |  |  |  |  |  |  |  |  |  |  |  |
|                                      |                                      |                                      |                                      |                                           |                                           |                                             |                                             |                                             |                                             |                                             |                                             |                                    |                                    |                                                          |                                                          |                                                          |                                                          |                                                          |                                                          |                                                 |                                                 |                                                 |                                                 |                                                 |                                                 |                                            |                                            |                                            |                                            |                                       |                                       |                                        |                                        |                                        |                                        |                                        |                                        |                                     |                                     |                                     |                                     |                                      |                                      |                                         |                                         |                                         |                                         |                                                                             |                                                                             |                                                                             |                                                                             |                                                                             |                                                                             |  |  |  |  |  |  |  |  |  |  |  |  |  |  |  |  |  |  |  |  |  |  |  |  |  |  |  |  |  |  |  |  |  |  |  |  |  |  |  |  |  |  |  |  |  |  |  |  |
|                                      |                                      |                                      |                                      |                                           |                                           |                                             |                                             |                                             |                                             |                                             |                                             |                                    |                                    |                                                          |                                                          |                                                          |                                                          |                                                          |                                                          |                                                 |                                                 |                                                 |                                                 |                                                 |                                                 |                                            |                                            |                                            |                                            |                                       |                                       |                                        |                                        |                                        |                                        |                                        |                                        |                                     |                                     |                                     |                                     |                                      |                                      |                                         |                                         |                                         |                                         |                                                                             |                                                                             |                                                                             |                                                                             |                                                                             |                                                                             |  |  |  |  |  |  |  |  |  |  |  |  |  |  |  |  |  |  |  |  |  |  |  |  |  |  |  |  |  |  |  |  |  |  |  |  |  |  |  |  |  |  |  |  |  |  |  |  |
|                                      |                                      |                                      |                                      |                                           |                                           |                                             |                                             |                                             |                                             |                                             |                                             |                                    |                                    | Sophia van Griekenland, koningin van Spanje (1938-heden) | Sophia van Griekenland, koningin van Spanje (1938-heden) | Sophia van Griekenland, koningin van Spanje (1938-heden) | Sophia van Griekenland, koningin van Spanje (1938-heden) | Sophia van Griekenland, koningin van Spanje (1938-heden) | Sophia van Griekenland, koningin van Spanje (1938-heden) |                                                 |                                                 |                                                 |                                                 | Constantijn II van Griekenland (1940-2023)      | Constantijn II van Griekenland (1940-2023)      | Constantijn II van Griekenland (1940-2023) | Constantijn II van Griekenland (1940-2023) | Constantijn II van Griekenland (1940-2023) | Constantijn II van Griekenland (1940-2023) |                                       |                                       |                                        |                                        | Irene van Griekenland (1942-heden)     | Irene van Griekenland (1942-heden)     | Irene van Griekenland (1942-heden)     | Irene van Griekenland (1942-heden)     | Irene van Griekenland (1942-heden)  | Irene van Griekenland (1942-heden)  |                                     |                                     |                                      |                                      |                                         |                                         |                                         |                                         |                                                                             |                                                                             |                                                                             |                                                                             |                                                                             |                                                                             |  |  |  |  |  |  |  |  |  |  |  |  |  |  |  |  |  |  |  |  |  |  |  |  |  |  |  |  |  |  |  |  |  |  |  |  |  |  |  |  |  |  |  |  |  |  |  |  |

## Aanspreektitel
- Hare Majesteit Sophia, Koningin van Spanje (1975-heden)

Na het aftreden van koning Juan Carlos I behielden hij en zijn vrouw de titels van koning en koningin.

## Eretekens
- Dame in de Maria-Louisa-orde
- Dame grootkruis Orde Karel III
- Grootkruis Leopoldsorde

## Eponiem
De koningin stimuleert het spaanse culturele leven via verschillende stichtingen en prijzen.
- Museo Nacional Centro de Arte Reina Sofía
- Palau de les Arts Reina Sofía
- Premio Reina Sofía de Composición Musical
- Premio Reina Sofía de Poesía Iberoamericana[2]
- Premio Reina Sofía de Pintura y Escultura
- Centro Alzheimer Fundación Reina Sofía[3]